# Yambio
Yambio is een stad in Zuid-Soedan en is de hoofdplaats van de staat Western Equatoria.en tevens de koninklijke hoofdstad van het Koninkrijk Azende. 
Yambio telt naar schatting 42.000 inwoners.